# Martín Zamudio de las Infantas
Martín de Zamudio y de las Infantas (Lima, 1666 - 1742), militar y noble criollo, de origen andaluz, que ocupó altos cargos políticos en el Virreinato del Perú. Segundo Marqués de Villar del Tajo.

## Biografía
Sus padres fueron Ordoño de Zamudio y Medina y María de las Infantas y Venegas. Desde temprana edad sentó plaza en las milicias provinciales; y en el ejército alcanzó a obtener el grado de general.
Fungió como corregidor en los Conchucos (1695), Huarochirí (1709), Pisco, Jauja (1720), Huaylas (1730) y los Huamalíes (1737). Y en virtud de sucesivas elecciones ejerció durante cinco años la alcaldía de Lima (1693, 1725-27, 1733-34).
Heredó de su hermano Antonio, muerto sin sucesión hacia 1730, los títulos de Marqués de Villar del Tajo y Marqués de Villablanca; pero luego renunció éste a favor de su nieto Andrés de Mena y Zamudio.
| Predecesor: Pedro Baltasar Merino de Heredia | Alcalde ordinario de Lima Segundo voto 1693     | Sucesor: Antonio de Aguirre        |
| Predecesor: Tiburcio Ladrón de Guevara       | Alcalde ordinario de Lima Primer voto 1726-1727 | Sucesor: Luis Carrillo de Córdoba  |
| Predecesor: Gregorio Matheu                  | Alcalde ordinario de Lima Segundo voto 1732     | Sucesor: Francisco Paredes Clerque |